# Elitza Gueorguieva
Elitza Gueorguieva née en 1982 à Sofia est une écrivaine, réalisatrice et performeuse d'origine bulgare.

## Biographie
À 18 ans, Elitza Gueorguieva arrive en France. Elle étudie le cinéma à la Fémis. Elle travaille comme assistante avant de passer à la réalisation. En 2015, elle est  diplômée d’un Master de Création Littéraire à l’université Paris-VIII-Vincennes-Saint-Denis. Elle est naturalisée française en 2022. Elle est également l'autrice de plusieurs romans autobiographiques encensés pour leur justesse et leur humour.

## Carrière professionnelle
Dans son premier roman Les cosmonautes ne font que passer, publié en 2016, elle raconte son rêve d'enfant : devenir cosmonaute. La chute du mur de Berlin en 1989 vient bouleverser ce rêve.
En 2017, son film Chaque mur est une porte raconte la fin du régime communiste en Bulgarie à travers une émission de télévision, présentée en 1989 par une journaliste, qui est aussi ma mère.
En 2021, dans son film Notre endroit silencieux elle raconte le parcours de l'écrivaine biélorusse Aliona Gloukhova et le processus d'écriture de son premier roman. Le père d'Alyona est un dissident silencieux. Il est ingénieur et nettoyeur de Tchernobyl. Il disparaît un jour en mer, lors d'un naufrage. Tous les corps sont retrouvés, sauf le sien.
En 2024, elle publie l'Odyssée des filles de l'Est, qui raconte les destins entrecroisés d'une étudiante et d'une prostituée bulgare ayant émigré à Lyon au début des années 2000.

## Style littéraire
Le style d'écriture d'Elitza Gueorgieva se caractérise par une justesse et un humour qui découlent en grande partie du décalage culturel et linguistique inhérent à son utilisation du français, qui n'est pas sa langue maternelle. Cette distance avec la langue crée une perspective unique dans sa narration, lui permettant d'explorer les nuances et les subtilités du français avec une fraîcheur et une originalité remarquables. Son écriture, souvent teintée d'humour, tire parti de ce décalage pour offrir des observations pénétrantes et parfois cocasses sur les complexités de la vie moderne et de l'identité culturelle. Son travail a une dimension à la fois profondément humaine et universellement accessible, révélant les absurdités et les beautés cachées dans les interactions quotidiennes et les expériences transnationales.

## Publication
- Les cosmonautes ne font que passer, Paris, Verticales, 2016 (réimpr. 2018, chez Gallimard), 180 p. (ISBN 978-2-07-018709-6)
- Odyssée des filles de l'Est, Paris, Verticales, 2024, 176 p. (ISBN 2073048935)

## Réalisation
- Chaque mur est une porte, 58 min, Les Films du Bilboquet, 2017
- Notre endroit silencieux, 68 min, Les Films du Bilboquet, 2021[6]

## Prix
- Prix SDGL André-Dubreuil du premier roman, 2017[7]
- mentions spéciales du jury, Cinéma du réel, 2017[4]
- Prix des Jeunes aux Escales documentaires de La Rochelle, 2017[8]